# Kalcinálás
A kalcinálás az érceknek vagy sóknak olyan pörkölése, melyhez a levegő hozzájárulása nem szükséges. A kalcinálás vagy égetés célja az, hogy az érc, illetve só vizét vagy más illó alkotó részét kiűzhessük. Így a kalcinált szóda vagy hamuzsír olyan szóda, illetve hamuzsír, amelyből izzítással a víztartalmát eltávolították. A pörkölés ettől abban különbözik, hogy a levegőnek hozzá járulása a művelethez múlhatatlanul szükséges, mert a pörköléssel az érc egyes alkotó részét akarjuk oxidálással eltávolítani. A fémeknek a levegőn való izzítását abból a célból, hogy oxidálódjanak, régebben szintén kalcinálásnak nevezték. Ezekhez a műveletekhez külön égető (kalcináló), illetve pörkölő kemencék kellenek.